# Thomas Lange

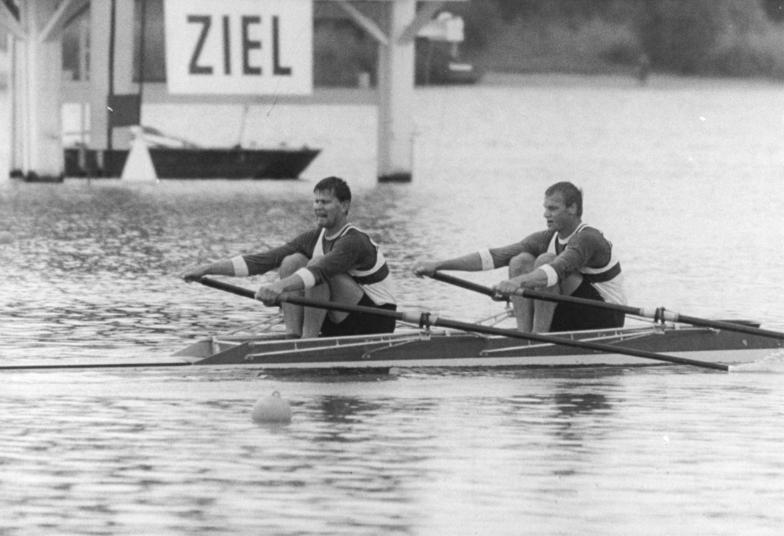
Thomas Lange 1985

Thomas Lange (* 27. Februar 1964 in der Lutherstadt Eisleben) ist ein ehemaliger deutscher Ruderer.

## Leben
Er begann mit 10 Jahren mit dem Rudersport, nachdem er zuvor als Schwimmer aktiv war. Langes Heimatverein war der SC Chemie Halle (zu dem er 1977 von der HSG Uni Halle wechselte), später der Ratzeburger Ruderclub. Er gewann bei den Olympischen Spielen 1988 in Seoul im Einer für die DDR die Goldmedaille und wiederholte diesen Sieg vier Jahre später in Barcelona. Im Sommer 1996 stieg er bei den Olympischen Spielen 1996 in Atlanta nach dem Gewinn der Bronzemedaille zum letzten Mal aus dem Wettkampfboot. 1997 wurde er vom Weltruderverband FISA mit der höchsten Auszeichnung im Rudersport, der Thomas-Keller-Medaille, ausgezeichnet. 1984 wurde er in der DDR mit dem Vaterländischen Verdienstorden in Gold ausgezeichnet. 1988 erhielt er den Stern der Völkerfreundschaft in Gold.
Thomas Lange ist verheiratet, lebt heute als Chirurg in Ratzeburg und hat zwei Söhne. Er ist gelegentlich noch auf Masters-Regatten aktiv und führt den Ratzeburger Ruderclub seit 2016 als Vorsitzender.

## Erfolge
- 1980 Junioren-Weltmeister im Doppelzweier
- 1981 Junioren-Weltmeister im Einer
- 1982 Junioren-Weltmeister im Einer
- 1983 Weltmeister im Doppelzweier
- 1985 Weltmeister im Doppelzweier
- 1987 Weltmeister (Kopenhagen) im Einer
- 1988 Olympiasieger (Seoul) im Einer
- 1989 Weltmeister (Bled) im Einer
- 1991 Weltmeister (Wien) im Einer
- 1992 Olympiasieger (Barcelona) im Einer
- 1996 Olympiadritter (Atlanta) im Einer